# Western, Nebraska
Western är en ort i Saline County, Nebraska, USA.